# Dicranoweisia falcifolia
Dicranoweisia falcifolia är en bladmossart som beskrevs av Dixon in Christophersen 1960. Dicranoweisia falcifolia ingår i släktet snurrmossor, och familjen Dicranaceae. Inga underarter finns listade i Catalogue of Life.